# Коронія
Коронія (грец. Λίμνη Κορώνεια) — озеро в номі Салоніки, на схід від міста Салоніки, на шляху до озера Волві.
Коронія — одне з найбільших озер Егейської Македонії, площа дзеркала — 42,82 км², глибина — до 5 м. Озеро з часом висихає і замулюється, в 2008 році озеро практично пересохло, коли як в 1970-х роках площа водозбору була близько 450 км².
Близько мільйона років тому Коронія з оточувальною територією, включаючи сусіднє озеро Волві, складали єдине велике озеро.